# Pegomya fulgens
Pegomya fulgens es una especie de díptero del género Pegomya, tribu Pegomyini, familia Anthomyiidae. Fue descrita científicamente por Meigen en 1826.
Se distribuye por el norte y centro de Europa, desde Islandia hasta los Pirineos españoles y Córcega. En el macho, la longitud de las alas es de 6,4 milímetros.